# Solomon Bushendich
Solomon Bushendich (10 gennaio 1984) è un ex mezzofondista e maratoneta keniota.

## Biografia
Nel 2001 ha vinto l'oro nei 10000 m e l'argento nei 5000 m ai Campionati africani juniores.
Nel 2002 ha vinto la medaglia di bronzo ai Mondiali juniores nei 10000 m, corsi con il tempo di 29'05"96; nello stesso evento, si è anche piazzato al quarto posto nei 5000 m.
L'anno seguente ha partecipato ai Mondiali juniores di corsa campestre, vincendo la medaglia di bronzo a livello individuale e la medaglia d'oro a squadre.
Negli anni seguenti ha iniziato a correre anche maratone, distanza su cui ha un personale di 2h08'41", stabilito nel 2010 alla Maratona internazionale della pace.

## Palmarès
| Anno | Manifestazione               | Sede     | Evento         | Risultato | Prestazione | Note |
| ---- | ---------------------------- | -------- | -------------- | --------- | ----------- | ---- |
| 2001 | Campionati africani juniores | Reduit   | 5000 m piani   | Argento   | 13'49"9     |      |
| 2001 | Campionati africani juniores | Reduit   | 10000 m piani  | Oro       | 28'40"36    |      |
| 2002 | Mondiali juniores            | Kingston | 5000 m piani   | 4º        | 13'36"97    |      |
| 2002 | Mondiali juniores            | Kingston | 10000 m piani  | Bronzo    | 29'05"96    |      |
| 2003 | Mondiali di cross            | Losanna  | Corsa juniores | Bronzo    | 22'51"      |      |
| 2003 | Mondiali di cross            | Losanna  | A squadre      | Oro       | 15 p.       |      |

## Campionati nazionali
2001
- 10º ai campionati kenioti juniores di corsa campestre - 24'41"

2002
- Oro ai campionati kenioti juniores, 10000 m piani - 28'35"5

2003
- Bronzo ai campionati kenioti juniores di corsa campestre - 23'34"

## Altre competizioni internazionali
2001
- 5º alla Zevenheuvelenloop ( Nimega), 15 km - 43'14"
- Argento alla Dommelloop ( 's-Hertogenbosch) - 28'27"
- 5º alla Kö-Lauf ( Düsseldorf) - 28'56"
- 5º alla Oelder Citylauf ( Oelde) - 29'04"
- 5º alla Tübingen Stadtlauf ( Tubinga), 7,5 km - 21'29"

2002
- Oro alla Sevenaer Run ( Zevenaar) - 28'13"
- Argento alla Dommelloop ( 's-Hertogenbosch) - 28'24"
- Oro alla 10 km di Voorthuizen ( Voorthuizen) - 28'26"
- Oro alla Salverda Berkumloop ( Zwolle) - 29'18"
- Oro alla Kaiserlauterer City Lauf ( Kaiserslautern), 6 km - 16'46"

2003
- 6º al Giro Media Blenio ( Dongio) - 29'00"
- Argento al Giro al Sas ( Trento) - 28'35"
- Argento al Cross de l'Acier ( Leffrinckoucke) - 29'46"
- Bronzo al Cross di Alà dei Sardi ( Alà dei Sardi) - 32'34"
- Argento al Cross de la RATP ( Fontenay-lès-Briis) - 28'03"
- 4º ai North Rift Crosscountry Championships ( Iten) - 23'34"
- 4º al Cross d'Oeiras ( Oeiras) - 27'59"

2004
- Argento alla Mezza maratona di Berlino ( Berlino) - 1h00'42"
- Argento alla Mezza maratona del Portogallo ( Lisbona) - 1h01'48"
- Argento alla Marseille-Cassis ( Marsiglia), 20,3 km - 1h02'17"
- 6º al Giro Media Blenio ( Dongio) - 29'05"
- Argento alla Corrida de Noël ( Issy-les-Moulineaux) - 28'43"
- Bronzo alla Scarpa d'oro ( Vigevano), 8 km - 22'59"

2005
- 6º alla Stramilano ( Milano) - 1h02'23"
- Oro al Trofeo Città di Trecastagni ( Trecastagni), 10,2 km - 29'28"
- Oro alla 10 km di Pasquetta ( Gualtieri) - 28'10"
- Bronzo alla Amatrice-Configno ( Amatrice), 8,4 km - 23'58"

2006
- Oro alla Maratona di Amsterdam ( Amsterdam) - 2h08'52"
- Bronzo alla Mezza maratona di Rotterdam ( Rotterdam) - 1h00'13"
- Argento alla City-Pier-City Loop ( L'Aia) - 1h01'20"
- Oro alla Mezza maratona di Lagos ( Lagos) - 1h03'18"

2007
- Argento alla City-Pier-City Loop ( L'Aia) - 1h00'13"
- 10º alla Ras Al Khaimah International Half Marathon ( Ras al-Khaima) - 1h01'16"

2008
- Bronzo alla Mezza maratona di Lille ( Lilla) - 1h00'45"

2009
- 10º alla Maratona di Dublino ( Dublino) - 2h14'57"
- Oro alla Mezza maratona di Bologna ( Bologna) - 1h01'19"

2010
- Argento alla Maratona internazionale della pace ( Košice) - 2h08'41"
- 9º alla Maratona di Praga ( Praga) - 2h11'51"
- Bronzo alla Maratona di Honolulu ( Honolulu) - 2h19'51"

2011
- Oro alla Milano Marathon ( Milano) - 2h10'38"
- 4º alla Maratona di Shanghai ( Shanghai) - 2h11'02"
- Argento alla Mezza maratona di Virginia Beach ( Virginia Beach) - 1h02'35"

2012
- 13º alla Milano Marathon ( Milano) - 2h17'33"

2013
- Oro alla Maratona di Siviglia ( Siviglia) - 2h10'13"
- 6º alla Maratona di Xiamen ( Xiamen) - 2h10'18"
- Bronzo alla Maratona di Honolulu ( Honolulu) - 2h19'38"

2014
- Bronzo alla Maratona di Pechino ( Pechino) - 2h11'07"